# Party selvaggio
Party selvaggio (The Wild Party) è un film del 1975 diretto da James Ivory.
Soggetto ispirato allo scandalo che coinvolse Fatty Arbuckle.
Una "versione del regista" è lunga 109 minuti.

## Trama
Negli anni venti un attore, regista e produttore di cinema hollywoodiano organizza un ricevimento per presentare il suo ultimo film. Ma la festa diventa un'orgia che finisce in tragedia.

## Critica
«... vicenda... con cui lo stile raffinato e letterario di Ivory ha poco a che fare. ... selvaggio... è il montaggio, reso tale dall'intervento della produzione che fa risultare il tutto un po' sconnesso e tedioso» *½ 